# Heracleia (Venetien)

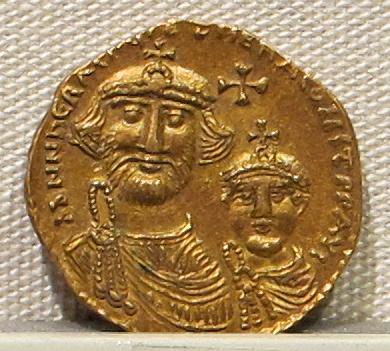
Unter Kaiser Herakleios geprägte Goldmünze

Heracleia, auch Heraclea, war eine Stadt nordöstlich der Lagune von Venedig, die in ost-römischer Zeit entstand und zeitweise zur Hauptstadt der Lagune aufstieg. Zu Ehren des oströmischen Kaisers Herakleios benannte man die, wie man glaubte, unter ihm neu gegründete Stadt, die auch als Civitas Nova Eracliana bekannt ist. Sie nahm die Flüchtlinge aus dem von Langobarden um 639 (das genaue Jahr ist nicht bekannt, es wird auch 640 und 641 angegeben) zerstörten Opitergium auf, der letzten Festung des Reiches im Umkreis der Lagune.
In Heracleia residierte 726 bis 737 Ursus, der wohl erste Doge von Venedig. Auch seine beiden legendären Vorgänger stammten angeblich von dort. Fünf Jahre lang, etwa von 737 bis 742, regierten nach dem Tod des Ursus, jeweils für ein Jahr, fünf Magistri militum. Doch im Jahr 742 wurde Deusdedit, Ursus’ Sohn, zum zweiten Dogen erhoben, der die Hauptstadt nach Metamaucum verlegte (747?).
Die ländlichen Siedlungen wurden sehr viel später aufgegeben, das Bistum erst 1433 aufgehoben. Keine archäologische Fundstätte lässt sich bisher mit der in den schriftlichen Quellen vielfach genannten Stadt in Verbindung bringen. „The town still remains to be found“, wie Juergen Schulz 2010 konstatierte. Die Verbindung zur Insel Melidissa, wie die Stadt angeblich vor der Umbenennung nach dem oströmischen Kaiser Herakleios hieß, ist legendär.

## Langobarden, Aufstieg zur Hauptstadt

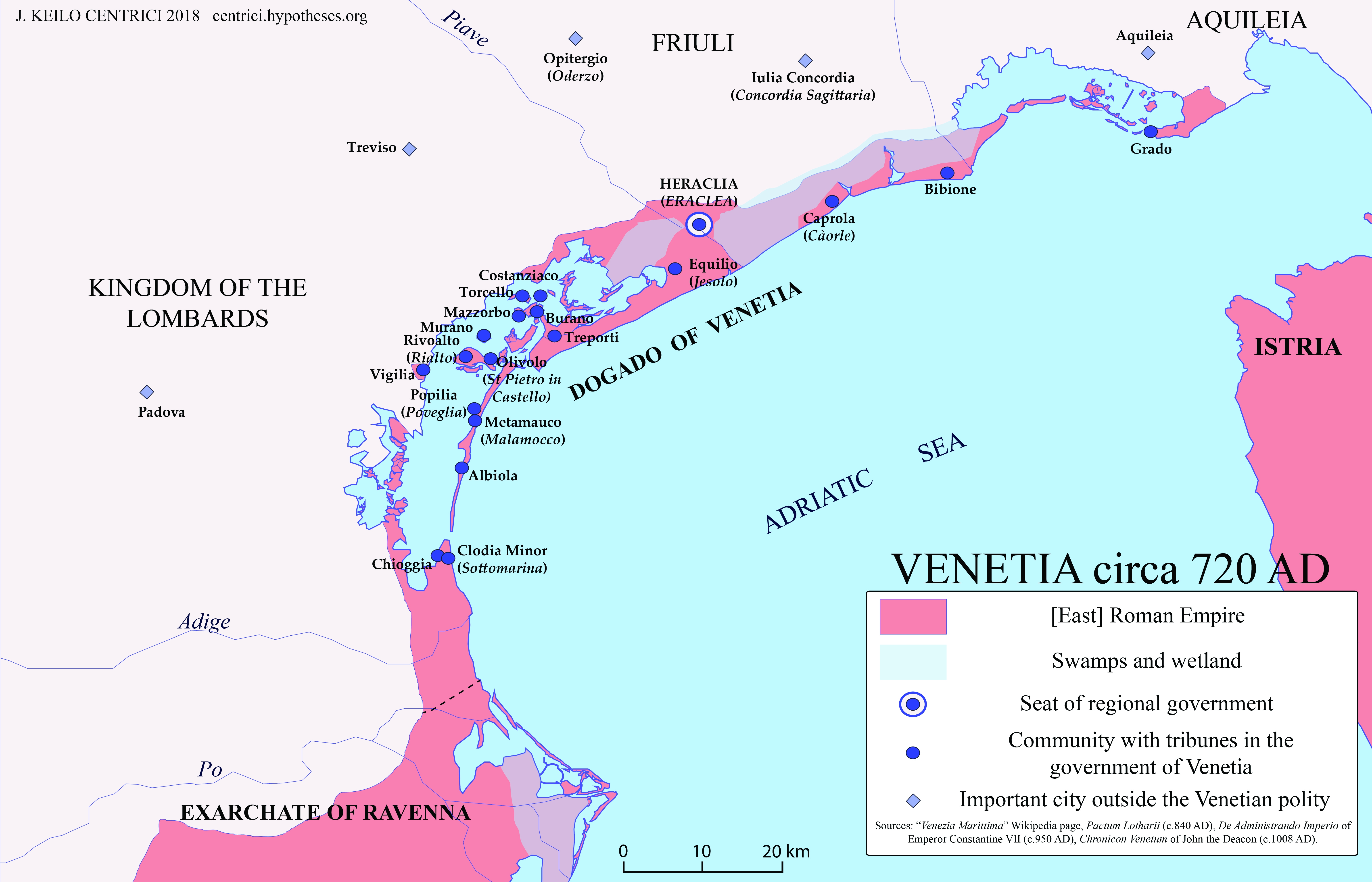
Byzantinisch-venezianischer Machtbereich um 720